# Stenopsyche lotus
Stenopsyche lotus är en nattsländeart som beskrevs av Weaver 1987. Stenopsyche lotus ingår i släktet Stenopsyche och familjen Stenopsychidae. Inga underarter finns listade i Catalogue of Life.